# Michael Carruth
Michael Carruth (* 9. července 1967 Dublin) je bývalý irský boxer. Získal zlatou medaili na olympijských hrách v Barceloně roku 1992, v lehké střední váze. Krom toho má bronz z mistrovství světa amatérů z roku 1989. Po roce 1994 to zkoušel i mezi profesionály, nepříliš úspěšně. V současnosti je masérem týmu galského fotbalu Westmeath GAA.